# Sigismond Zaborowski-Moindron
Sigismond Zaborowski o 'Sigismond Zaborowski-Moindron' (Le Crèche, Deux-Sèvres, França, 1851 - 1928) fou un antropòleg francès d'origen polonès. Algunes obres destacades foren:
- De l'Ancienneté de l'homme, 1874
- L'Homme préhistorique, 1878
- L'Origine du langage, 1879
- Les Grands singes, 1881
- Disparité et avenir des races humaines, 1893